# Rusland op het Eurovisiesongfestival 2004
Rusland nam deel aan het  Eurovisiesongfestival 2004 in Istanboel, Turkije. Het was de 8ste deelname van het land op het Eurovisiesongfestival. Rusland vaardigde Joelia Savitsjeva af, die met Believe me naar Turkije ging.

## Selectieprocedure
Net zoals in 2002, koos men ervoor om hun kandidaat en lied intern te selecteren.
Men koos uiteindelijk voor de zangeres Joelia Savitsjeva met het lied Believe me.

## In Istanboel
Door het goede resultaat in 2003, mocht Rusland onmiddellijk deelnemen aan de finale.
Tijdens de finale trad Rusland als 14de van 24 landen aan net na België en voor Macedonië. Ze eindigden op de 11de plaats met 67 punten.
Men ontving 1 keer het maximum van de punten.
Door dit resultaat mochten ze rechtstreeks naar de finale van het Eurovisiesongfestival 2005.
België en Nederland hadden geen punten over voor deze inzending.

### Gekregen punten

#### Finale
| 12 punten     | 10 punten            | 8 punten             | 7 punten      | 6 punten               |
| ------------- | -------------------- | -------------------- | ------------- | ---------------------- |
| - Wit-Rusland | - Letland - Oekraïne | - Estland - Litouwen |               | - Cyprus - Israël      |
| 5 punten      | 4 punten             | 3 punten             | 2 punten      | 1 punt                 |
|               | - Finland            |                      | - Griekenland | - Servië en Montenegro |

### Punten gegeven door Rusland

#### Finale
Punten gegeven in de finale:
| 12 punten | Oekraïne             |
| 10 punten | Servië en Montenegro |
| 8 punten  | Turkije              |
| 7 punten  | Griekenland          |
| 6 punten  | Cyprus               |
| 5 punten  | Kroatië              |
| 4 punten  | Frankrijk            |
| 3 punten  | Zweden               |
| 2 punten  | IJsland              |
| 1 punt    | Verenigd Koninkrijk  |

1994 · 1995 · 1996 · 1997 · 1998-1999 · 2000 · 2001 · 2002 · 2003 · 2004 · 2005 · 2006 · 2007 · 2008 · 2009 · 2010 · 2011 · 2012 · 2013 · 2014 · 2015 · 2016 · 2017 · 2018 · 2019 · 2020 · 2021 · 2022-2025